# The State vs. Radric Davis
The State vs. Radric Davis — шоста студійна робота американського репера Gucci Mane, видана 8 грудня 2009 р. Делюкс-версія для iTunes містить міні-альбом Wasted: The Prequel. Виконавчий продюсер: Gucci Mane.
Реліз дебютував на 10-ій сходинці Billboard 200 з результатом у 89 тис. проданих копій за перший тиждень. Більшість критиків позитивно оцінили альбом. Станом на 19 серпня 2012, наклад становив 424 тис.
Обкладинку пізніше використали для оформлення мікстейпу 1017 Mafia (2015). Після успіху The State vs. Radric Davis Gucci Mane анонсував, що наступні 2 платівки будуть частинами трилогії. Сиквел The Appeal: Georgia's Most Wanted вийшов 28 вересня 2010. Пізніше репер відмовився від ідеї трилогії та третьої платівки The State vs. Radric Davis: The Verdict. 25 грудня 2013 видали The State vs. Radric Davis II: The Caged Bird Sings.

## Сингли
«Wasted» випустили дебютним синглом 26 вересня 2009. Він посів 3-тю позицію Hot R&B/Hip-Hop Songs, що є першим потраплянням до топ-5 у кар'єрі виконавця. Третій окремок, «Lemonade», видали 7 грудня 2009. У пісні йде мова про прибутки від незаконного продажу лимонаду з кодеїном, який репер описує жовтим/лимонним кольором.
«Worst Enemy» видали промо-синглом 12 листопада 2009. У треці Gucci подумки повертається до свого минулого, боротьби й шляху до слави. Згадано Young Jeezy та T.I.. 8 грудня вийшов відеокліп. 25 листопада 2009 другим промо-синглом видали «Heavy».
«Bricks», «Photoshoot» потрапили до Bubbling Under R&B/Hip-Hop Singles (19-те й 18-те місце відповідно). «I'm a Dog», «Sex in Crazy Places» дебютували у цьому ж чарті на 8-ій та 22-ій сходинках завдяки цифровій дистриб'юції.

## Відеокліпи
Кліпи «Bricks», «Photoshoot», «She Got a Friend» з'явились на iTunes 20 жовтня. Також зняли відео на «All About the Money».

## Список пісень
| #   | Назва                                                          | Автор                                                         | Продюсер(и)           | Тривалість |
| --- | -------------------------------------------------------------- | ------------------------------------------------------------- | --------------------- | ---------- |
| 1.  | «Classical»                                                    | Редрік Девіс, Крістофер Ґолсон                                | Drumma Boy            | 3:33       |
| 2.  | «Interlude #1: Toilet Bowl Shawty» (з участю Mike Epps)        |                                                               |                       | 1:14       |
| 3.  | «Heavy»                                                        | Девіс, Деметріус Стюарт                                       | Shawty Redd           | 4:31       |
| 4.  | «Stupid Wild» (з участю Lil Wayne та Cam'ron)                  | Девіс, Двейн картер-молодший, Камерон Джайлз, Шондре Кроуфорд | Bangladesh            | 4:30       |
| 5.  | «All About the Money» (з участю Rick Ross)                     | Девіс, Вільям Робертс II, Ґолсон                              | Drumma Boy            | 3:41       |
| 6.  | «Lemonade»                                                     | Девіс, Кроуфорд                                               | Bangladesh            | 4:06       |
| 7.  | «Bingo» (з участю Soulja Boy та Waka Flocka Flame)             | Девіс, Деандре Вей, Хоакін Мелфарс, Скотт Сторч               | Scott Storch          | 3:55       |
| 8.  | «Spotlight» (з участю Usher)                                   | Девіс, Ашер Реймонд IV, Джамал Джонс                          | Polow da Don          | 3:53       |
| 9.  | «I Think I'm in Love» (з участю Jason Caesar)                  | Девіс, Цезар, Ксав'є Дотсон                                   | Zaytoven              | 4:18       |
| 10. | «Bad Bad Bad» (з участю Keyshia Cole)                          | Ладеймон Дуґлас, Девіс, Кіша Коул                             | Fatboi                | 3:38       |
| 11. | «Interlude #2: Toilet Bowl Shawty» (з участю Mike Epps)        |                                                               |                       | 1:06       |
| 12. | «Sex in Crazy Places» (з участю Bobby V, Nicki Minaj та Trina) | Девіс, Боббі Вілсон, Оніка Мараж, Дуґлас, Катріна Тейлор      | Fatboi                | 4:18       |
| 13. | «The Movie»                                                    | Девіс, Фелон Александер                                       | Jazze Pha             | 4:00       |
| 14. | «Volume» (з участю Wooh da Kid)                                | Девіс, Ерік Ортіз, Кевін Кроу                                 | J.U.S.T.I.C.E. League | 4:07       |
| 15. | «Gingerbread Man» (з участю OJ da Juiceman)                    | Отіс Вільямс-молодший, Девіс, Байрон Томас                    | Mannie Fresh          | 3:37       |
| 16. | «Wasted» (з участю Plies)                                      | Девіс, Олґернод Вашингтон, Дуґлас                             | Fatboi                | 4:09       |
| 17. | «Kush Is My Cologne» (з участю Bun B, Devin the Dude та E-40)  | Девіс, Бернард Фрімен, Девін Коупленд, Ерл Стівенс, Ґолсон    | Drumma Boy            | 5:17       |
| 18. | «Worst Enemy»                                                  | Девіс, Ґолсон                                                 | Drumma Boy            | 4:04       |
| 19. | «Interlude #3: Toilet Bowl Shawty» (з участю Mike Epps)        |                                                               |                       | 1:06       |
| 20. | «Wasted» (Remix) (з участю Lil Wayne, Jadakiss та Birdman)     | Девіс, Дуґлас, Картер, Джейсон Філліпс, Браян Вільямс         | Fatboi                | 4:38       |

| Бонус-треки iTunes-видання | Бонус-треки iTunes-видання                             | Бонус-треки iTunes-видання | Бонус-треки iTunes-видання |
| #                          | Назва                                                  | Продюсер(и)                | Тривалість                 |
| -------------------------- | ------------------------------------------------------ | -------------------------- | -------------------------- |
| 21.                        | «Wasted» (Remix) (з участю OJ da Juiceman)             | Fatboi                     | 4:13                       |
| 22.                        | «Shirt Off» (з участю Wooh da Kid та Frenchie)         | Zaytoven                   | 4:27                       |
| 23.                        | «Photoshoot»                                           | Drumma Boy                 | 3:58                       |
| 24.                        | «She Got a Friend» (з участю Juelz Santana та Big Boi) | Fatboi                     | 4:01                       |
| 25.                        | «Im a Dog» (з участю DG Yola)                          | Zaytoven                   | 4:34                       |
| 26.                        | «Bricks» (з участю Yung Ralph та Yo Gotti)             | Zaytoven                   | 4:46                       |
| 27.                        | «Yelp»                                                 | Drumma Boy                 | 4:55                       |
| 87:41                      |                                                        |                            |                            |

Семпли
- «Lemonade» — «Keep It Warm» у вик. Flo & Eddie
- «Kush Is My Cologne» — «I Got Em» у вик. Drumma Boy з участю Gucci Mane та J Money

## Чартові позиції
| Чарт (2009–2010)          | Найвища позиція |
| ------------------------- | --------------- |
| US Billboard 200          | 10              |
| US Rap Albums             | 1               |
| US Top R&B/Hip-Hop Albums | 4               |

| Чарти (2010)                      | Позиція |
| --------------------------------- | ------- |
| US Billboard 200                  | 78      |
| US R&B/Hip-Hop Albums (Billboard) | 23      |
| US Rap Albums (Billboard)         | 12      |